# In flagranti
In flagranti delicto nebo ve zkrácené a počeštělé verzi inflagranti je latinský výraz doslova přeložitelný jako „za [dosud ještě] hořícího přečinu“, „v situaci, kdy delikt ještě doutná“. Jde o právní termín značící, že pachatel byl přistižen při konání (v zápalu) trestného činu.
Výraz se někdy hovorově používá jako eufemismus pro situaci, kdy je někdo přistižen při provozování sexuálního styku, zvláště pokud to obnáší manželskou nevěru.